# Madhuri Dixit
Madhuri Dixit, född 15 maj 1967 i Bombay, är en indisk skådespelare. Hon har varit med i många indiska filmer, bland annat Devdas, Dreem Granth och Gaja Gamini men även Hum aapke hain kaun. Hon har spelat med Shahrukh Khan i många filmer.